# Paraproba pendula
Paraproba pendula är en insektsart som beskrevs av Van Duzee 1914. Paraproba pendula ingår i släktet Paraproba och familjen ängsskinnbaggar. Inga underarter finns listade i Catalogue of Life.